# Hrvoje Milić
Hrvoje Milić, né le 10 mai 1989 à Osijek, est un footballeur international croate qui évolue au poste de défenseur.

## Biographie
Hrvoje Milić commence sa carrière professionnelle avec le club croate de l'Hajduk Split. En 2009, il rejoint l'équipe suédoise de Djurgårdens IF. En 2011, il retourne en Croatie et s'engage avec le club d'Istra 1961.
En 2013, il signe un contrat en faveur de l'équipe russe du FK Rostov.
Hrvoje Milić reçoit sa première sélection en équipe de Croatie le 10 juin 2013, lors d'un match amical face au Portugal.

## Palmarès
- Vainqueur de la Coupe de Russie en 2014 avec le FK Rostov.